# معركة سوسة (1089)
معركة سوسة (1089), هي محاولة من مالك بن علوي لغزو سوسة.

## الحرب
بعد هزيمة مالك بن علوي سنة 476هـ / 1083 ضد آل باديس و مصالحته إياهم، جاءت حملة المهدية التي أضعفت الزيريين بقوة و أضعفت هيبة تميم و أخرت عملياته العسكرية، فاستغل مالك الفرصة عام 482هـ / 1089، فخرق المعاهدة و تقدم لاحتلال سوسة و معه بنو صخر و العرب، و لم يعلم أهلها به بعد، فدخلها بالقوة و دارت المعركة بين قبيلته و بين السكان و الجند، سقط القتلى من الجانبين و بالأخص جانب مالك الذي كثر القتل و الأسر في أصحابه، فأدرك أنه لن يقدر على الدولة الزيرية، فانسحب للصحراء، أما تميم فلم يتدخل و لم يكن قادر أصلا.